# Kalbhavi, Chincholi
Kalbhavi là một làng thuộc tehsil Chincholi, huyện Gulbarga, bang Karnataka, Ấn Độ.